# 上木島村
上木島村（かみきじまむら）は長野県下高井郡にあった村。現在の木島平村大字上木島にあたる。

## 地理
- 山：高社山、三ツ子山、高標山
- 河川：樽川

## 歴史
- 1879年（明治12年）3月4日 - 近世以来の高井郡上木島村が山口新田村を合併。
- 1879年（明治12年）1月4日 - 所属郡が下高井郡に変更。
- 1889年（明治22年）4月1日 - 町村制の施行により、上木島村が単独で自治体を形成。
- 1955年（昭和30年）2月1日 - 穂高村・往郷村と合併して木島平村が発足。同日上木島村廃止。

## 名所・旧跡・観光スポット・祭事・催事
- 樽滝